# Peltacanthina trabeata
Peltacanthina trabeata är en tvåvingeart som beskrevs av Günther Enderlein 1924. Peltacanthina trabeata ingår i släktet Peltacanthina och familjen bredmunsflugor. Inga underarter finns listade i Catalogue of Life.